# Sándor Tahy
vitéz Sándor Tahy (en allemand : Alexander von Tahy) est un as austro-hongrois de la Première Guerre mondiale, né le 9 avril 1896 à Nyíregyháza et mort accidentellement près de Mansuè le 7 mars 1918. Il est crédité de huit victoires aériennes confirmées au cours du conflit.
Sándor Tahy commence la guerre dans un régiment d'artillerie. Au début de l'année 1916, il est transféré dans l'aviation en tant qu'observateur aérien. Entre le 3 décembre 1916 et le 26 juin 1917, il est crédité de cinq victoires aériennes pour la Fliegerkompanie 19 (it). Après avoir appris à piloter par lui-même, il est transféré dans une unité de chasse, la Fliegerkompanie 51J, où il remporte ses trois dernières victoires aériennes. Le 7 mars 1918, il meurt dans un accident de vol.

## Biographie

### Origines et début de la Première Guerre mondiale
Sándor Tahy naît le 9 avril 1896 à Nyíregyháza (aujourd'hui en Hongrie) dans une famille hongroise. Aucun autre détail n'est connu sur sa jeunesse.
Tahy a 18 ans lorsque la Première Guerre mondiale éclate. Il s'engage immédiatement dans l'armée austro-hongroise et est affecté à la 6e division d'obusiers lourds (Schwere Haubitzdivision Nr. 6), une unité d'artillerie basée à Košice et rattachée au 6e corps d'armée. Il intègre l'armée avec le grade de Fähnrich (aspirant). Il est transféré en 1915 dans le 15e régiment d'artillerie lourde de campagne. En mai 1915, Alexander Tahy est décoré de la médaille d'argent pour la Bravoure 1re classe. Vers la fin du mois de janvier 1916, il est transféré dans une batterie de réserve de son régiment. Il demande peu de temps après son transfert dans l'Armée de l'air impériale et royale, qui est accepté.

### Observateur aérien
Après son transfert dans l'aviation, Alexander Tahy suit une formation d'observateur aérien à l'école d'aviation pour officiers de Wiener-Neustadt entre juillet et septembre 1916. Après la fin de sa formation, il est affecté à la Flik 12 (it) comme officier observateur. L'unité est alors sous le commandement du Hauptmann Arpad Gruber et opère depuis l'aérodrome de Haidenschaft, dans la vallée de la Vipava, sur le front italien. Alexander Tahy a cependant une altercation avec Arpad Gruber peu de temps après son arrivée, et le commandant de l'escadrille veut renvoyer Tahy de son unité.

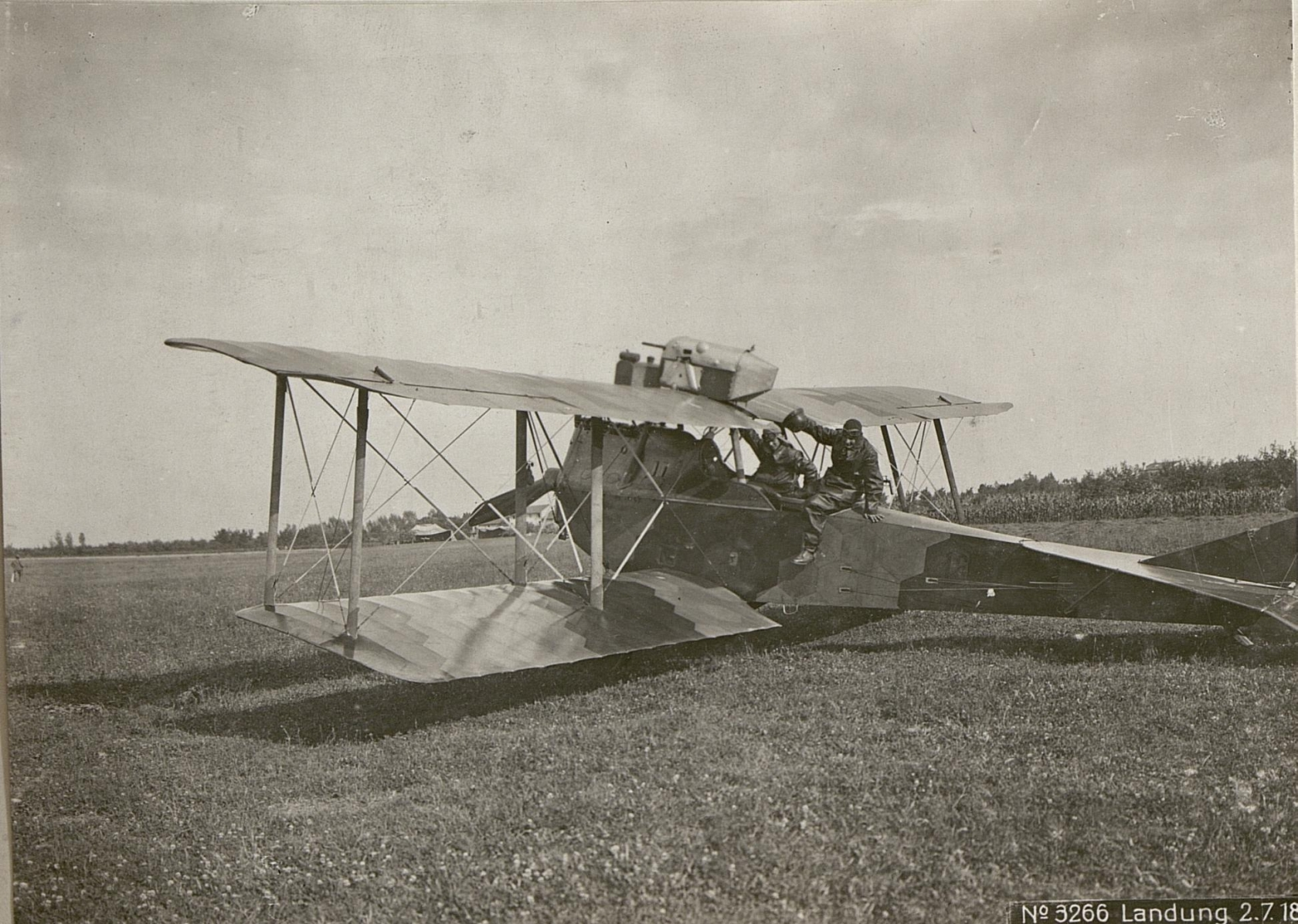
Un Hansa-Brandenburg C.I après son atterrissage.

La situation est réglée par Adolf Heyrowsky, le commandant d'une autre escadrille basée sur le même aérodrome : Tahy est transféré dans sa Fliegerkompanie 19 (it). La Flik 19 est une escadrille polyvalente, qui effectue aussi bien des reconnaissances photographiques, de la liaison, de l'observation d'artillerie, du bombardement et de l'escorte d'appareils plus lourds. Équipés de biplaces (principalement des Hansa-Brandenburg C.I), les pilotes de l'unité sont très sollicités, notamment pour des missions d'attaques au sol extrêmement dangereuses sur les tranchées ou les positions d'artillerie italiennes. Parmi ces pilotes, plusieurs sont déjà ou deviennent plus tard des as de l'aviation : Adolf Heyrowsky, Benno Fiala von Fernbrugg, Stefan Fejes, Josef Pürer (en), Franz Rudorfer ou encore Ludwig Hautzmayer.
Parmi eux, Alexander Tahy acquiert rapidement de l'expérience et devient un bon tireur à la mitrailleuse, ce qui lui permet de remporter sa première victoire aérienne moins d'un mois après son transfert dans la Flik 19,,. En effet, le 3 décembre 1916, Tahy et son pilote Heinrich Mahner interceptent des bombardiers Caproni de retour d'un raid sur Trieste. Tahy contraint l'un d'entre eux à atterrir en urgence près de Gorizia, mais est légèrement blessé par une balle au cours de l'échange de tirs.
Le 11 mai 1917, Alexander Tahy réussit à abattre un Nieuport italien qui s'écrase près de Šempeter-Vrtojba ,,. Les membres de la Flik 19 sont ensuite engagés dans la dixième bataille de l'Isonzo, qui suscite de violents combats aériens lors desquels Alexander Tahy remporte deux victoires supplémentaires,,. Le 14 mai d'abord, lui et son pilote Stefan Fejes sont interceptés par un Nieuport italien dans la matinée. Après un combat acharné, Tahy réussit à abattre le pilote italien, qui s'écrase derrière ses lignes. Le 3 juin 1917, un autre pilote italien est abattu par Tahy après avoir tenté d'intercepter son biplace, piloté cette fois par le caporal Johann Szeikovics. Le 26 juin 1917, Alexander Tahy fait une fois de plus équipe avec Stefan Fejes : au cours de leur vol, ils abattent un Caudron de reconnaissance derrière les lignes italiennes. Cette victoire est ensuite confirmée par le témoignage de fantassins de la 28e brigade d'infanterie austro-hongroise qui ont assisté au duel. Pour Tahy comme pour Fejes, il s'agit de la cinquième victoire aérienne, qui marque le seuil pour devenir un as.
Pour son service dans la Flik 19, Alexander Tahy reçoit les médailles de bronze et d'argent du Mérite militaire, ainsi que la croix du Mérite militaire de 3e classe avec Décorations de Guerre et Épées. En dehors de ses activités d'observateur, Tahy apprend également à piloter en autodidacte. Aussi, lorsqu'une nouvelle escadrille de chasse, la Fliegerkompanie 51J, est formée sur l'aérodrome de Haidenschaft, il demande son transfert dans cette unité. Il est rapidement accepté à la fin de l'été 1917 en raison de ses actions au sein de la Flik 19.

### Pilote de chasse

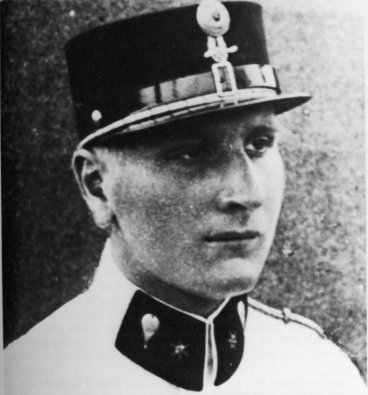
Alexander Tahy en uniforme de. La montgolfière sur son col et l'hélice sur sa casquette d'officier indiquent son appartenance à l'armée de l'air impériale et royale. Il porte l'uniforme estival, de couleur claire.

Après avoir été accepté dans l'escadrille par son commandant, le Rittmeister Wedige von Froreich, Alexander Tahy remporte rapidement ses sixième et septième victoires. Le 28 septembre 1917 tout d'abord, il attaque à basse altitude un ballon d'observation italien près de Plava malgré un violent barrage anti-aérien et deux Hanriot italiens qui cherchent à l'abattre. Le ballon descend finalement en flamme, tandis que le lieutenant observateur Paolo Calisse réussit à sauter en parachute,,. Le lendemain, Tahy abat un Nieuport, toujours près de Plava.
Malgré ces victoires, Wedige von Froreich est inquiet pour son pilote : Alexander Tahy n'a qu'une formation rudimentaire et autodidacte au pilotage et vole de façon extrêmement téméraire, voire dangereuse. Le Rittmeister l'envoie donc trois mois dans une escadrille de formation, pour qu'il perfectionne son pilotage.
Alexander Tahy revient à la Flik 51J au début du mois de janvier 1918. Entre temps, elle s'est déplacée à Prata di Pordenone et est passée sous le commandement de Benno Fiala von Fernbrugg. Tahy est promu Oberleutnant, une promotion notable pour un roturier étant donné la rigidité de la hiérarchie de l'aviation austro-hongroise. Le 21 février 1918, il remporte sa huitième et dernière victoire en abattant en duel un Sopwith Camel au sud de l'île de Papadopoli, sur le Piave,,.
Alexander Tahy meurt près de Mansuè le 7 mars 1918 à 21 ans lorsque son Albatros D.III part brutalement en vrille peu après le décollage, pour sa 100e mission, probablement à cause d'une aile brisée,. Il est tué sur le coup lorsque son avion s'écrase au sol. Il est décoré à titre posthume de la deuxième plus haute décoration possible pour un officier austro-hongrois : la croix de chevalier de l'Ordre impérial de Léopold avec Décorations de Guerre et Épées.

## Tableau des victoires aériennes
| no | Date              | Lieu                                                                 | Unité    | Avion piloté                                                  | Avion abattu                                                                              | Confirmation                                                                      | Remarque | Source |
| -- | ----------------- | -------------------------------------------------------------------- | -------- | ------------------------------------------------------------- | ----------------------------------------------------------------------------------------- | --------------------------------------------------------------------------------- | --- | ------ |
| 1  | 3 décembre 1916   | Près de Gorizia                                                      | Flik 19  | Biplace inconnu piloté par le Feldwebel Heinrich Mahner       | Bombardier Caproni italien                                                                | Officier d'état-major de la 5e armée                                              | L'avion italien n'est pas abattu mais contraint d'atterrir, ce qui est également comptabilisé comme une victoire selon les standards austro-hongrois. Victoire remportée en collaboration avec un autre biplace piloté par le Hauptmann Adolf Heyrowsky.        | ,      |
| 2  | 11 mai 1917       | Derrière les lignes italiennes, près de Šempeter-Vrtojba             | Flik 19  | Hansa-Brandenburg C.I 27.77 piloté par le caporal Ernst Heinz | Chasseur Nieuport italien                                                                 | Officier d'état-major de la 5e armée et personnel de la 14e division d'infanterie | Avion abattu | ,      |
| 3  | 14 mai 1917       | Merna-Castagnevizza                                                  | Flik 19  | Biplace inconnu piloté par le Zugsführer (en) Stefan Fejes    | Chasseur Nieuport italien                                                                 | Infanterie austro-hongroise au sol                                                | | ,      |
| 4  | 3 juin 1917       | Derrière les lignes italiennes, près de Šempeter-Vrtojba             | Flik 19  | Biplace inconnu piloté par le caporal Johann Szeikovics       | Chasseur Nieuport italien                                                                 | Personnel de la 14e division d'infanterie                                         | Pilote italien tué d'après le témoignage de prisonniers italiens capturés plus tard par la 14e division d'infanterie. Victoire remportée en collaboration avec deux autres biplaces dont les équipages comprenaient les as Josef Pürer (en) et Adolf Heyrowsky. | ,      |
| 5  | 26 juin 1917      | Derrière les lignes italiennes, près de Šempeter-Vrtojba             | Flik 19  | Biplace inconnu piloté par le Zugsführer (en) Stefan Fejes    | Biplace Caudron italien                                                                   | 28e brigade d'infanterie                                                          | | ,      |
| 6  | 28 septembre 1917 | Au nord de Plava (aujourd'hui dans la commune de Kanal, en Slovénie) | Flik 51J | Albatros D.III                                                | Ballon d'observation du 2° gruppo sezione aerostatica (2e groupe de section aérostatique) | Troupes au sol et observateurs du 16e corps d'armée                               | Le lieutenant observateur Paolo Calisse réussit à sauter en parachute du ballon en flamme. Victoire remportée en collaboration avec Eugen Bönsch. | ,      |
| 7  | 29 septembre 1917 | Au sud de Plava                                                      | Flik 51J | Albatros D.III                                                | Chasseur Nieuport italien                                                                 | Troupes au sol et observateurs du 16e corps d'armée                               | Le pilote italien Giuseppe Tessio est tué. Victoire remportée en collaboration avec Eugen Bönsch. | ,      |
| 8  | 21 février 1918   | Au sud de l'île de Papadopoli, sur le Piave                          | Flik 51J | Albatros D.III 153.127                                        | Chasseur Sopwith                                                                          | 33e division d'infanterie et observateurs du 16e corps d'armée                    | Victoire remportée en collaboration avec Eugen Bönsch et Georg Kenzian (en). | ,      |

## Décorations
- Membre de l'Ordre de Vitéz
- Ordre impérial de Léopold - croix de chevalier avec décorations militaires et épées
- Croix militaire du mérite 3e classe avec décorations de guerre et épées
- Signum Laudis de bronze et d'argent avec épées
- Médaille pour la Bravoure Classe II puis I
- Croix des Troupes de Charles
- Médaille des blessés